# Оллсоп, Райан
Райан Оллсоп (англ. Ryan Allsop, род. 17 июня 1992, Бирмингем) — английский футболист, вратарь клуба «Бирмингем».

## Биография
Начал свою карьеру в качестве игрока молодежной академии клуба «Вест Бромвич Альбион», а в 2011 году перешел в «Миллуолл». В 2013 году спортсмен перешел в «Борнмут».
На правах аренды Оллсоп также выступал в «Ковентри Сити», «Уиком Уондерерс», «Портсмуте», «Блэкпуле» и «Линкольн Сити» и суммарно провел за «Борнмут» 23 матча, в том числе два в Премьер-лиге, прежде чем вернуться в «Уиком Уондерерс» в 2018 году на три сезона.
В 2011 году Оллсоп впервые был включен в заявку основной команды «Вест Бромвич Альбион», проведя на скамейке запасных матч «дроздов» против «Уиган Атлетик». Находясь в «Вест Бромвич Альбион», Райан впервые в карьере был вызван в расположение национальной сборной до 17 лет.
Для получения большей игровой практики голкипер был затем отдан в аренду команде «Стокпорт Каунти», однако не отыграл за клуб ни одной встречи. В мае 2011 года Оллсоп подписал контракт с клубом «Миллуолл», но не провел за основную команду «львов» ни одной игры, став четвертым вратарем клуба.
В апреле 2012 года Оллсоп покинул лондонский клуб и заключил соглашение с коллективом чемпионата Исландии «Хеттур», суммарно проведя за коллектив 10 матчей. В июле того же года англичанин вернулся на Родину и подписал контракт на полгода с командой «Лейтон Ориент».
Из-за травм основного и резервного вратарей «Ориента» Джейми Джонса и Ли Батчера Оллсоп дебютировал на профессиональном уровне в первой игре сезона 2012/13, в матче Кубка Футбольной лиги против «Чарльтон Атлетик», прошедшем 14 августа 2012 года. Матч завершился ничьей со счетом 1:1 и серией пенальти, в которой Оллсоп успешно отразил удар игрока соперников Джонни Джексона, благодаря чему «Ориент» вышел во второй раунд турнира.
Дебют Райана в чемпионате состоялся 1 сентября, завершившись поражением от «Кроули Таун» со счетом 1:0.
18 января 2013 года о трансфере Оллсопа сообщил «Борнмут». 4 июля 2014 года вратарь на правах аренды присоединился к «Ковентри Сити», в составе которого играл до января 2015 года.
29 ноября 2015 года Оллсоп дебютировал в Премьер-лиге в качестве игрока «Борнмута», выйдя на замену в перерыве матча против «Эвертона» (3:3). 1 февраля 2016 года Оллсоп перешел в клуб Лиги 2 «Уиком Уондерерс» на правах аренды до конца сезона 2015/16.
12 мая 2016 года Оллсоп присоединился к «Портсмуту» на правах временной аренды для участия в первом полуфинальном матче плей-офф против «Плимут Аргайл». 18 июля 2017 года игрок присоединился к «Блэкпулу» на правах аренды на один сезон, а 8 января 2018 года покинул команду.
31 января 2018 года, после травмы основного вратаря команды Джоша Викерса, Оллсоп перешел в «Линкольн Сити» до конца сезона.
6 дней спустя его сейв оказался решающим в матче, когда «Линкольн» выиграл со счетом 4:2 по пенальти в полуфинале Кубка EFL против молодежной академии «Челси», а затем он сыграл в финале на «Уэмбли», когда «Линкольн» выиграл соревнование.
В конце сезона 2017/18 Оллсоп расторг контракт с «Борнмутом» и 21 июня 2018 года вернулся в «Уиком Уондерерс», заключив с командой трехлетнее соглашение. В сезоне 2020/21 Оллсоп перестал быть основным вратарем клуба, уступив данную позицию Дэвиду Стокдейлу.
12 мая 2021 года было объявлено о том, что ему не предложат новый контракт в «Уикоме», и он уйдет из команды в конце сезона.
6 августа 2021 года Оллсоп подписал однолетний контракт с клубом «Дерби Каунти».
16 июня 2022 года Оллсоп подписал двухлетний контракт с клубом «Кардифф Сити», вступающий в силу 1 июля.
30 августа 2023 года Оллсоп перешёл в клуб «Халл Сити», подписав двухлетний контракт с опцией продления ещё на один год.